# Београд—Загреб
Београд—Загреб је југословенски документарни кратки филм из 1965. године. Режирао га је Марио Фанели а сценарио су написали Вук Крњевић и Света Лукић.